# Война реальности
«Война́ реа́льности» (англ. The Reality War) — восьмой и последний эпизод 15-го сезона британского научно-фантастического телесериала «Доктор Кто», вторая часть двухсерийного финала сезона. Автор сценария — шоураннер сериала Расселл Ти Дейвис. Режиссёр эпизода — Алекс Санджив Пиллай. Премьера эпизода состоялась 31 мая 2025 года на телеканале BBC One, стриминговых сервисах BBC iPlayer и Disney+, а также одновременно в ограниченном кинопрокате в кинотеатрах Великобритании и Ирландии вместе с показом первой части финальной истории «Мир желаний».
В этой серии Пятнадцатый Доктор (Шути Гатва) и его союзники борются с планом Рани (Арчи Панджаби и Анита Добсон) по воссозданию Повелителей времени и их планеты Галлифрея с помощью основателя их расы Омеги. Одновременно с этим Доктор пытается сохранить жизнь их с Белиндой дочери Поппи в созданной Рани и Конрадом Кларком (Джона Хауэр-Кинг) альтернативной реальности, которая должна исчезнуть при возвращении в исходную реальность.
Эпизод стал последним регулярным для Шути Гатвы в роли Пятнадцатого Доктора, а также для Варады Сету и Милли Гибсон в ролях спутниц Доктора Белинды Чандры и Руби Сандей соответственно. Джоди Уиттакер вновь исполнила роль Тринадцатого Доктора, а в конце эпизода появляется Билли Пайпер, которая ранее в сериале играла роль спутницы Доктора Розы Тайлер.

## Сюжет
В то время как реальность проваливается под землю, Доктора спасает от падения и уводит в Отель времени Анита Бенн. Доктор узнаёт, что Анита пыталась найти его, побывав в различных моментах его жизни, и что Рани поместила Землю во временную петлю, в которой день 23 мая повторяется и реальность разрушается в конце дня, чтобы более сильный эффект от этого смог достичь Подвселенной и вернуть Омегу. Доктор и Анита используют двери в Отель времени, чтобы вернуть память спутнице Доктора Белинде Чандре и всем находящимся в штаб-квартире ЮНИТ, а Руби Сандей и всем остальным сотрудникам ЮНИТ воспоминания возвращает глава ЮНИТ Кейт Летбридж-Стюарт с помощью вживлённых в них чипов.
Рани и её предыдущая инкарнация миссис Флад в штаб-квартире ЮНИТ говорят, что Повелители времени бесплодны, и раскрывают план использовать геном Омеги для воссоздания их расы и родной планеты Галлифрея. После этого Доктор отводит Белинду и их дочь в этой реальности Поппи в особую камеру, которая существует вне времени и пространства, благодаря чему Поппи должна выжить в исходной реальности. Доктор прилетает в Костяной дворец Рани, где она возвращает во Вселенную Омегу, который из-за долго пребывания в Подвселенной, к их всеобщему удивлению, стал богом времени и превратился в огромный скелет. Омега стремится съесть Повелителей времени и пожирает Рани, после чего миссис Флад сбегает, используя Кольцо времени, а Доктор с помощью заряженного виндикатора, устройства, которое он и Белинда использовали, чтобы попасть домой, заталкивает Омегу обратно в его измерение.
Тем временем Руби также попадает во дворец и забирает у Конрада Кларка младенца Дезидирия, бога желаний, создавшего эту реальность по желанию Конрада. Руби загадывает Дезидирию желание обрести Конраду счастливую жизнь и окончить желание Конрада. Доктор воссоединяется с ней в ТАРДИС, которая была замаскирована под комнату Конрада, и желает, чтобы Дезидирий больше никогда не исполнял желаний.
Реальность возвращается в норму, но с небольшими отклонениями. Дезидирия усыновляет Карла Сандей, приёмная мать Руби. Анита возвращается в Отель времени, передав Доктору привет от «босса». Доктор и Белинда собираются улететь вместе с Поппи на ТАРДИС, но Поппи исчезает, и только Руби всё ещё помнит про неё. В штаб-квартире ЮНИТ Руби уговаривает Доктора спасти Поппи, напомнив, как он спас Руби от её исчезновения из реальности, когда впервые встретил её.
Пятнадцатый Доктор отправляется в ТАРДИС и встречает Тринадцатого Доктора, которая была вынута из её временного потока из-за грядущего временного раскола. С её помощью он запускает собственную регенерацию, направляет энергию от неё во временную воронку и сдвигает реальность, возвращая Поппи к её матери Белинде. В новой версии реальности Белинда всегда, попав впервые в ТАРДИС, стремилась вернуться домой к своей дочери Поппи, которая к тому же оказывается полностью человеком, а не ребёнком Повелителя времени. Попрощавшись с Белиндой и Поппи, Доктор отправляется на ТАРДИС к Вифлеемской звезде, которой стала ранее Джой Алмондо, и регенерирует, превращаясь в персонажа, внешне выглядящего как бывшая спутница Доктора Роза Тайлер.

## Актёрский состав
Эпизод стал последним регулярным появлением Шути Гатвы в роли Пятнадцатого Доктора, а также для Варады Сету и Милли Гибсон в ролях Белинды Чандры и Руби Сандей. Арчи Панджаби и Анита Добсон сыграли роль Повелительницы времени Рани, при этом инкарнация Добсон также именуется как миссис Флад. Джона Хауэр-Кинг (Конрад Кларк), Рут Мэдли (Ширли Бингэм), Мишель Гринидж (Карла Сандей), Сиенна-Робин Маванга-Фиппс (Поппи), Джемма Редгрейв (Кейт Летбридж-Стюарт), Сьюзан Твист (Сьюзан Триад), Александр Девриент (полковник Кристофер Ибрагим), Бонни Лэнгфорд (Мелани Буш) и Анджела Уинтер (Черри Сандей) вновь исполнили свои роли, появившись перед этим в первой части финальной истории сезона «Мир желаний». Эйдан Кук сыграл Влинкса, Ясмин Финни и Стефф де Уолли вернулись в ролях Розы Ноубл и Аниты Бенн, в последний раз появившись в эпизодах «Империя смерти» и «Радуйся, мир» (2024) соответственно. Появление Аниты не было объявлено заранее. Омегу озвучил Николас Бриггс, физическое воплощение Омеги было создано с помощью компьютерной графики. В последний раз Омега появлялся в сериале в качестве злодея в истории «Арка бесконечности» (1983).
Джоди Уиттакер вновь исполнила роль Тринадцатого Доктора, появившись в сериале впервые с момента её ухода в эпизоде «Сила Доктора» (2022). Чтобы скрыть её возвращение, имя Уиттакер в списке актёров для съёмочного персонала было заменено на «Петрол» (англ. Petrol), а имя Пятнадцатого Доктора в копии сценария Уиттакер было заменено на «Клайв». Уиттакер отметила, что для неё было особенным быть при регенерации Доктора вместе с другим исполнителем роли, поскольку она снимала свои сцены регенерации отдельно от Питера Капальди и Дэвида Теннанта. Во время съёмок она использовала парик, так как на тот момент у неё были длинные коричневые волосы, а не блондинистое каре, как у её персонажа.
Билли Пайпер, которая ранее в сериале сыграла роль спутницы Доктора Розы Тайлер, также вернулась в последней сцене, когда Пятнадцатый Доктор регенерировал в персонажа, которого она исполнила. В последний раз Пайпер появлялась в сериале в спецвыпуске к 50-летию «День Доктора» в 2013 году. Роль Пайпер остаётся необъявленной как в заключительных титрах эпизодах, так и в официальных пресс-релизах, но, несмотря на это, часть СМИ назвали её новой инкарнацией Доктора. Уход Гатвы и последующее появление Пайпер не были объявлены официально до выхода эпизода и стали сюрпризом, в отличие от предыдущих замен главного актёра в роли Доктора, которые традиционно объявлялись заранее.

## Производство
Сценарий эпизода написан шоураннером сериала Расселлом Ти Дейвисом. Перед премьерой финала Дейвис сказал, что история завершает несколько сюжетных линий, которые были открыты в течение эры Пятнадцатого Доктора, начиная с эпизода «Церковь на Руби-роуд» (2023). После выхода серии он также заявил, что идея падения Доктора на балконе и что сценарий рождественского спецвыпуска «Радуйся, мир» (2024) с Отелем времени под авторством Стивена Моффата предоставил ему решение этого сюжетного хода. Читка сценария была посвящена памяти Кейт О’Мары, оригинальной исполнительницы роли Рани.
Серия стала частью пятого съёмочного блока вместе с первой частью финала «Мир желаний». Режиссёром финальной истории стал Алекс Санджив Пиллай, который ранее снял эпизод «Радуйся, мир». Экшен-сцены с Гатвой на летающем транспорте Рани были сняты перед хромакеем. В сценах, где Анита в поисках Доктора открывает дверь и видит отрывки из его жизни, использованы архивные кадры из историй «Свадьба Ривер Сонг» (2011) с Одиннадцатым Доктором (Мэтт Смит), «День далеков» (1973) с Третьим Доктором (Джон Пертви) и «Плут» (2024) с Пятнадцатым Доктором и Плутом (Джонатан Грофф). Первоначально сцена с Третьим Доктором и далеками должна была использовать исключительно архивные кадры, однако Пиллай снял кадр с Анитой, используя настоящую классическую модель далека для целостной связи сцены. Для сцены с Омегой из-за его размеров потребовалась широкоугольная съёмка, а Панджаби была подвешена на троссах для момента, когда Омега её подбирает.
К апрелю 2025 года постпроизводство над эпизодом всё ещё не было завершено, и Дейвис в предварительном обзоре в журнале «Doctor Who Magazine» до выхода серии сослался на большое количество визуальных эффектов. Также готовность эпизода была задержана из-за того, что у композитора Мюррея Голда образовался аппендицит. Дейвис надеялся закончить работу до 17 апреля. Сцены из предыдущих эпизодов были сняты с альтернативными версиями, чтобы предоставить новую реальность с точки зрения Белинды.

## Релиз и рейтинги
Премьера эпизода состоялась 31 мая 2025 года одновременно на телеканале BBC One, на стриминговых сервисах BBC iPlayer в Великобритании и Disney+, а также в ограниченном прокате в кинотеатрах Великобритании и Ирландии вместе с первой частью финальной истории «Мир желаний». Перед выходом эпизода не было предварительных показов для СМИ, которые были нормой для предыдущих эпизодов сезона, чтобы сохранить в тайне концовку, а релиз на стриминговых сервисах был перенесён с утра на вечер, чтобы эпизод вышел одновременно с трансляцией на телевидении и показом в кинотеатрах.
За вечер на телеканале BBC One эпизод собрал 2,17 млн зрителей. По рейтингам за вечер эпизод стал самой популярной программой дня на BBC One и 2-й программой дня на британском телевидении после финала сезона шоу «Britain’s Got Talent» на ITV1. Спустя неделю полный рейтинг составил 3,436 млн зрителей. Серия по рейтингам стала 7-й среди программ недели на BBC One (6-й среди уникальных программ) и 18-й программой недели на британском телевидении (10-й среди уникальных программ).

## Критика
| Агрегированные оценки         | Агрегированные оценки |
| Источник                      | Рейтинг               |
| ----------------------------- | --------------------- |
| Rotten Tomatoes (Tomatometer) | 64 %                  |
| Оценки критиков               |                       |
| Источник                      | Рейтинг               |
| The A.V. Club                 | B-                    |
| Bleeding Cool                 | 8/10                  |
| GamesRadar+                   | [ 27 ]                |
| i                             | [ 28 ]                |
| IGN                           | 4/10                  |
| The Telegraph                 | [ 30 ]                |
| Vulture                       | [ 31 ]                |

По данным агрегатора Rotten Tomatoes, 64 % из 11 обзоров критиков были положительными.
В отзыве для «GamesRadar+» Уилл Салмон высоко оценил амбициозный размах серии, появление Джоди Уиттакер и эмоцинальный резонанс определённых сцен, отметив «трогательные проводы Доктора Шути Гатвы», но покритиковал сюжетную арку персонажа Белинды, а также вовлечения Омеги и Рани, которые ему показались посредственными. Стефан Мохамед из «Den of Geek», признавая элемент сюрприза вроде неожиданной регенерации Гатвы, раскритиковал вывод Белинды, сказав, что она «по сути перестала существовать с точки зрения повествования» и её сюжетная арка была слита напрасно. Роберт Андерсон из «IGN» посчитал, что эпизод был «переполнен», сюжетные линии были торопливыми, злодеям не хватало внимания, и ему также не понравилось завершение персонажа Белинды в контексте сезона. Однако Андерсон отметил с положительной стороны небольшое появление Уиттакер в роли Тринадцатого Доктора. В рецензии для «The Telegraph» Майкл Хоган раскритиковал нарратив серии, в которой было слишком много персонажей, сюжетную линию Поппи, к которой он имел мало симпатий, и использование Омеги в качестве антагониста, но хорошо оценил актёрскую игру Панджаби в роли Рани.